# Franz Wathén
Franz Frederik Wathén (30 maart 1878 - 21 oktober 1914) was een Fins schaatser.
Franz Wathén won het WK Allround van 1901 in Stockholm en werd daarmee de eerste Finse wereldkampioen. In de kampioenschappen die volgden won Wathén enkele malen nog een afstand, maar nooit genoeg om zijn succes van 1901 in Stockholm een vervolg te kunnen geven.
Wathén overleed in 1914 op zesendertigjarige leeftijd aan de gevolgen van een plotselinge ziekte.

## Persoonlijk records
| Afstand      | Tijd    | Datum            | Baan     |
| ------------ | ------- | ---------------- | -------- |
| 500 meter    | 46,2    | 26 februari 1901 | Helsinki |
| 1500 meter   | 2.30,8  | 11 februari 1900 | Davos    |
| 5000 meter   | 8.58,0  | 18 januari 1903  | Helsinki |
| 10.000 meter | 18.44,0 | 19 januari 1902  | Davos    |

## Resultaten
| Jaar | EK Allround | WK Allround |
| ---- | ----------- | ----------- |
| 1900 | (2)         | -           |
| 1901 |             | Goud        |
| 1902 | (3)         | NF4         |
| 1903 | (4)         | NF4         |
| 1904 | -           | -           |
| 1905 | (3)         | -           |
| 1906 | -           | (4)         |
| 1907 | -           | -           |
| 1908 | -           | NS4         |
| 1909 | -           | -           |
| 1910 | NF4         | -           |

### Medaillespiegel
| Kampioenschap | Goud | Zilver | Brons |
| ------------- | ---- | ------ | ----- |
| EK Allround   | 0    | (1)    | (2)   |
| WK Allround   | 1    | 0      | 0     |